# アリスティード・デュプティ＝トゥアール

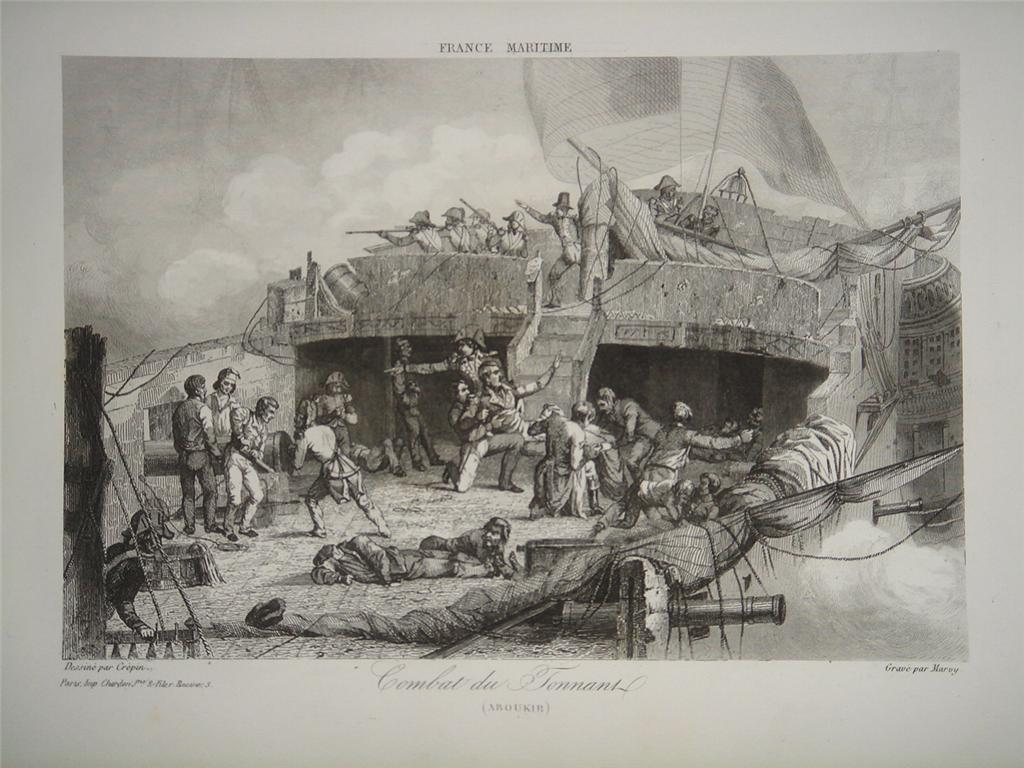
ナイルの海戦における軍艦トナンとデュプティ＝トゥアールの死

アリスティード・オーベール・デュプティ＝トゥアール（Aristide Aubert Du Petit Thouars（Dupetit-Thouarsとも表記する）, 1760年8月31日 - 1798年8月2日）は、フランス海軍士官。ナイルの海戦の英雄であり、そこで死んだ。

## 経歴
1760年8月31日にソミュール近郊のブーメーの城で生まれた。幼年学校（Prytanée National Militaire）で学んだ後、1778年にフランス海軍に入隊した。その年にウェサン島の海戦に参加し、1780年にはセネガルのサンルイ攻略に加わった。
その後、アンティル諸島で、イギリスのロドニーと対抗したド・グッシェン伯の指揮の下、80門艦クーローヌに勤務し、1782年のセインツの海戦に参加した。
1792年に海尉（Lieutenant de Vaisseau）に昇進すると、その年は12門ブリッグ「ディリジャン」でジャン＝フランソワ・ド・ラ・ペルーズの捜索に費やした。ポルトガルによってブラジルに収監されたが、1793年に解放された。その後、アメリカ合衆国で3年を過ごした。
フランスに戻ると再び海軍に呼び戻されて（それまで彼は貴族として収入の道を断たれていた）艦長に昇進し、1798年8月2日、戦列艦トナンを指揮してナイルの海戦で戦死した。海戦ではイギリス艦マジェスティックと戦い、相手にウェストコット艦長を含む50名の戦死者と143名の負傷者という損害を与えた。デュプティ＝トゥアールは両脚と片方の腕を失ったが、小麦の入った桶の中から死ぬまで命令を出し続けた。
彼の最後の命令として伝えられているのは、トナンの旗をそのミズンマストに釘づけにし、決して船を渡すな、というものだった。しかし結局トナンはイギリスに捕獲された。

## 係累
- ルイ＝マリー・オーベール・デュプティ＝トゥアール - 兄。有名な植物学者。
- アベル・オーベール・デュプティ＝トゥアール - 甥。海軍艦長としてタヒチ島を占領し、フランス領とした。
- アベル・ニコラ・ベルガッセ・デュプティ＝トゥアール - 子孫。日本で戊辰戦争に参加した。「堺事件」参照。

## 顕彰
- フランス海軍は歴代6隻の軍艦に「デュプティ＝トゥアール」と命名している。
- アメリカ合衆国ペンシルベニア州のデュショア（Dushore）自治区は彼の名から命名された。同地区は初めデュトゥアールズ（DuThouars）と呼ばれていた。